# Allan Quatermain
Allan Quatermain è un personaggio letterario ideato dallo scrittore britannico Henry Rider Haggard come protagonista di numerosi romanzi d'avventura, a partire da Le miniere di re Salomone del 1885, rimasto il più celebre, che è il primo romanzo inglese di avventure ambientato in Africa.
La maggior parte dei libri di Haggard che ha per protagonista Allan Quatermain è inedita in italiano. Il personaggio è stato ripreso in vari film.

## Caratteristiche del personaggio
Quatermain è descritto come un mercante e cacciatore di origine europea in Sudafrica, più precisamente a Durban nel Natal. Figura archetipica del "grande cacciatore bianco", è un uomo esperto e coraggioso, giusto nelle azioni, benevolmente superiore agli indigeni e infallibile con il fucile. Sebbene non dichiaratamente anticolonialista, egli è tuttavia un tenace difensore delle tribù indigene. Egli preferisce battersi per la salvaguardia delle colonie, tralasciando gli interessi della madrepatria, il che lo rende un personaggio piuttosto insolito per gli standard dell'età vittoriana.
Quatermain è il tipico avventuriero che alla pioggia e al clima rigido di Londra preferisce il caldo desertico del continente africano, luogo nel quale è rispettato e dove viene chiamato "Macumazahn", ovvero "Colui che scruta nella notte". Poco è descritto circa la sua vita privata; è dato per certo che ha avuto almeno due mogli e che è rimasto vedovo di entrambe; la storia della sua vita ci è stata tramandata, nella finzione di Haggard, dal figlio di Quatermain, Harry. 
Nel primo romanzo che lo vede protagonista, Le miniere di re Salomone del 1885, è Allan Quatermain a narrare le vicende in prima persona. Nel romanzo, in cui non è mai specificata la data in cui si svolgono le vicende, Quatermain dichiara di avere cinquantacinque anni, un'età piuttosto avanzata anche per un europeo dell'epoca, specie nella sua pericolosa attività nella quale - come egli stesso ammette - la maggior parte delle persone non sopravviveva più di cinque anni. Di sé non specifica il luogo di nascita, affermando solamente di essere vissuto "di espedienti nella vecchia Colonia" mentre i suoi coetanei andavano a scuola, e dopo di allora di essere stato "commerciante, cacciatore, guerriero e minatore", ma di non essere mai riuscito ad accumulare un patrimonio sufficiente per ritirarsi (motivo principale per cui accetta la rischiosissima proposta di organizzare la spedizione di Sir Henry Curtis alla ricerca del fratello). Vedovo, il cacciatore non ha legami tranne il figlio Harry, che all'epoca studia a Londra per diventare medico. Quatermain descrive il proprio aspetto semplicemente come quello di un uomo di statura non alta e dal fisico snello, temprato per sopportare privazioni che la maggior parte degli uomini probabilmente non sosterrebbe. Dal punto di vista sovrannaturale, Quatermain sembra essere diventato immortale grazie alla benedizione di uno stregone indigeno che lo ricompensò per avere salvato il suo villaggio affermando che l'Africa non avrebbe mai permesso che lui morisse.

## Ciclo narrativo

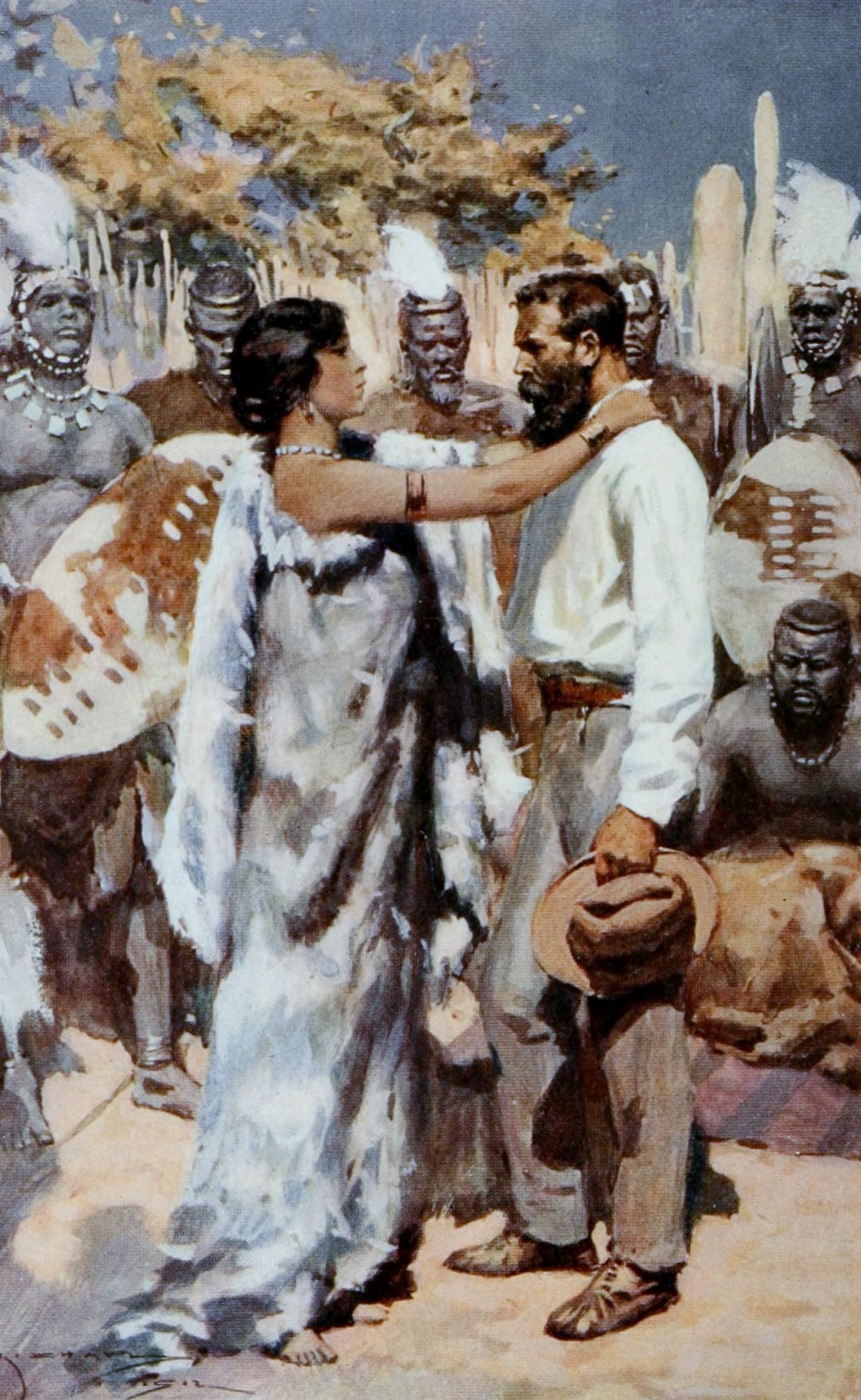
Allan Quatermain nel frontespizio del romanzo La figlia dell'uragano (1913)

Le storie di Allan Quatermain pubblicate da Henry Rider Haggard sono:
1. Le miniere di re Salomone (King Solomon's Mines, 1885), romanzo
2. La città nascosta (Allan Quatermain, 1887)
3. Allan's Wife (1887), raccolta:
  1. Allan's Wife
  2. Hunter Quatermain's Story (pubblicato per la prima volta in In a Good Cause, 1885)
  3. A Tale of Three Lions (pubblicato per la prima volta a puntate in Atalanta Magazine, ottobre-dicembre 1887)
  4. Long Odds (pubblicato per la prima volta in Macmillan's Magazine, febbraio 1886)
4. La vendetta di Maiwa (Maiwa's Revenge: or, The War of the Little Hand, 1888)
5. Marie (1912)
6. La figlia dell'uragano (Child of Storm, 1913)
7. Allan and The Holy Flower (1915) (pubblicato per la prima volta a puntate su Windsor Magazine, dicembre 1913-novembre 1914)
8. The Ivory Child (1916)
9. Finished (1917)
10. The Ancient Allan (1920)
11. She and Allan (1920)
12. Il dio mostro (Heu-heu: or The Monster, 1924), racconto
13. The Treasure of the Lake (1926)
14. Gli dei del ghiaccio (Allan and the Ice-gods, 1927)
15. Hunter Quatermain's Story: The Uncollected Adventures of Allan Quatermain (2003), raccolta:
  1. Hunter Quatermain's Story (pubblicato per la prima volta in In a Good Cause, 1885)
  2. Long Odds (pubblicato per la prima volta in Macmillan's Magazine, febbraio 1886)
  3. A Tale of Three Lions (pubblicato per la prima volta a puntate in Atalanta Magazine, ottobre-dicembre 1887)
  4. Magepa the Buck (pubblicato per la prima volta in Pears' Annual, 1912)

## Filmografia
Il personaggio dell'avventuriero è stato trasposto sul grande schermo varie volte, interpretato da attori celebri.
- King Solomon's Mines di Robert Stevenson (1937), con Cedric Hardwicke nella parte di Quatermain (inedito in italiano).
- Le miniere di re Salomone (King Solomon's Mines) di Compton Bennett e Andrew Marton (1950), con Stewart Granger. Ha avuto un seguito, Vatussi (Watusi) di Kurt Neumann (1959), con George Montgomery.
- King Solomon's Treasure di Alvin Rakoff (1979), con John Colicos. Film a basso costo di produzione canadese-britannica.
- Allan Quatermain e le miniere di re Salomone (King Solomon's Mines) di J. Lee Thompson (1985), con Richard Chamberlain.
- Gli avventurieri della città perduta (Allan Quatermain and the Lost City of Gold) di Gary Nelson (1987), seguito del film precedente.
- King Solomon's Mines - Il tesoro maledetto  (King Solomon's Mines) di Steve Boyum (2004) – miniserie TV, con Patrick Swayze.
- Allan Quatermain and the Temple of Skulls di Mark Atkins (2008). Film a basso costo distribuito direttamente in DVD e prodotto da The Asylum.

Il personaggio compare inoltre nel film (non tratto dai romanzi di Haggard) La leggenda degli uomini straordinari (The League of Extraordinary Gentlemen, 2003) di Stephen Norrington, ispirato al fumetto, dove è interpretato da Sean Connery.

## Influenza culturale
La poliedrica figura di Frederick Russell Burnham, definito "Il Re degli Scout", è romanzesca ai limiti dell'irreale, eppure fu solo la base per Allan Quatermain.
I romanzi di Haggard con protagonista Quatermain hanno ampiamente influenzato il filone del "mondo perduto", sviluppatosi nella narrativa avventurosa della tarda epoca vittoriana, e ispirato scrittori pulp quali Edgar Rice Burroughs e Robert E. Howard, oltre ad avere costituito il modello per il personaggio cinematografico di Indiana Jones.
Emilio Salgari scrisse e pubblicò una sua personale versione de Le miniere di Re Salomone, Le caverne dei diamanti, nella quale il personaggio principale è chiamato Allan Quatremain.
Nel cartone animato 44 Gatti appare un gatto chiamato Quatermain.

### Fumetti
Un personaggio dei fumetti dal nome Allan Quatermain (versione attualizzata dell'avventuriero) fu ideato da Alfredo Castelli nel 1975 ed è considerato la base per il successivo personaggio Martin Mystère, protagonista della omonima serie di successo. Nel 1975 Alfredo Castelli scrisse una serie a fumetti, illustrata da Fabrizio Busticchi, il cui protagonista si chiamava appunto Allan Quatermain. Nel 1978 il settimanale SuperGulp, edito da Mondadori, ne iniziò la pubblicazione (dopo che Il Giornalino delle Edizioni Paoline l'aveva rifiutata). Quatermain, nipote del protagonista de Le miniere di re Salomone, inizia la sua avventura indagando su una misteriosa sfera proveniente dallo Yucatan insieme a un uomo di Neanderthal di nome Java (come l'assistente di Martin Mystère) e alla fidanzata Beatrice (che in Martin Mystère diverrà Diana).
Tra le numerose similitudini anche una pistola a raggi, "vecchia di quindicimila anni", oggetto posseduto da entrambi i personaggi. La serie, poi sospesa a causa della chiusura di SuperGulp, nel 1980 venne proposta con qualche modifica (per esempio il nome e l'aspetto del protagonista e della sua compagna) alla Sergio Bonelli Editore (allora "Daim Press"), che accettò di pubblicarla. In un singolare incontro (quasi un crossover), nel corso delle sue avventure Mystère si imbatte nel suo "predecessore" Quatermain sotto forma di fumetto, quando si trova ad indagare sulla misteriosa morte del disegnatore del fumetto stesso e delle origini di Java (n. 112 - Allan Quatermain, luglio 1991; n. 113 - Java contro Java, agosto 1991).
Il personaggio di Allan Quatermain, assieme ad altri celebri personaggi avventurosi, è stato utilizzato dai fumettisti Alan Moore e Kevin O'Neill nella loro serie La Lega degli Straordinari Gentlemen, da cui è stato tratto un film nel 2003, La leggenda degli uomini straordinari, nel quale il ruolo di Quatermain è interpretato da Sean Connery.